# 米内山明宏
米内山 明宏（よないやま あきひろ、1952年3月8日 - 2023年1月29日）は、日本の演出家。ろう者であり、日本ろう者劇団の代表を務めていた。私立特別支援学校明晴学園初代理事長。

## 人物
東京都杉並区生まれ、東京教育大学附属聾学校専攻科美術科卒業。
1980年、日本ろう者劇団の設立に関わる。1987年、文化庁芸術祭賞を受賞する。2012年12月末現在、日本ろう者劇団の代表となっている。
1999年、ろう者の女性が主人公として登場する映画『アイ・ラヴ・ユー』にて、大澤豊とともに監督として映画制作に関わった。
また、NHK教育テレビの『みんなの手話』にも、講師として出演していた。
有限会社手話文化村代表取締役社長である。
2013年6月より、ろう者と健聴者のプロレス団体HEROの最高顧問に就任。
2023年1月29日、心不全のため死去。70歳没。

## 著作
- 手話は語る－手話で考え手話で話す　評伝社　1988年7月　ISBN 978-4893718082
- プライド－ろう者俳優米内山明宏の世界　法研　2000年2月　ISBN 978-4879543264